# Ejido Soto y Gama
Ejido Soto y Gama är en ort i Mexiko.   Den ligger i kommunen Gutiérrez Zamora och delstaten Veracruz, i den sydöstra delen av landet, 240 km nordost om huvudstaden Mexico City. Ejido Soto y Gama ligger 28 meter över havet och antalet invånare är 147.
Terrängen runt Ejido Soto y Gama är platt. Runt Ejido Soto y Gama är det ganska glesbefolkat, med 32 invånare per kvadratkilometer. Närmaste större samhälle är Gutiérrez Zamora, 4,8 km nordväst om Ejido Soto y Gama. Omgivningarna runt Ejido Soto y Gama är en mosaik av jordbruksmark och naturlig växtlighet.